# Uki (Kumamoto)
Uki (宇城市?, Uki-shi) è una città giapponese della prefettura di Kumamoto.